# Chiquitita (álbum)
Chiquitita (lanzado en Puerto Rico como Menudo) es el tercer álbum en español de Menudo, lanzado en 1979, esta vez con la participación de los hermanos Carlos, Óscar y Ricky Meléndez (de 14, 13 y 11 años, respectivamente), Nefty Sallaberry y Fernando Sallaberry (14), y el nuevo miembro René Farrait (12). René reemplazó a Nefty Sallaberry cuando Nefty alcanzó el límite de edad establecido por la gerencia de Menudo.

## Antecedentes y promoción
En 1979, el quinteto ya se había consolidado como un acto exitoso en su tierra natal, Puerto Rico. Además, logró que algunas de sus canciones estuvieran entre las más reproducidas en países como la República Dominicana.
Para promocionar el nuevo álbum, el grupo viajó a Venezuela doce veces sin recibir pago. Esto resultó en un éxito sustancial: con el sencillo "Chiquitita," una versión cover de una de las canciones más conocidas del grupo sueco ABBA, lograron un éxito comercial en el país.

## Desempeño comercial
En Puerto Rico, el álbum Menudo otorgó al quinteto su primer disco de oro por sus impresionantes ventas.

## Recepción crítica
Los críticos de música especializados también respondieron positivamente. En la columna del periódico colombiano El Tiempo, el 10 de octubre de 1979, el crítico recomendó el álbum Chiquitita como un homenaje al Mes del Niño en el país, destacando que el quinteto tenía cualidades significativas como intérpretes.

## Lista de canciones
| N.º | Título           | Escritor(es)                         | Lead Vocals                          | Duración |  |
| 1.  | «Ella-a-a»       | H. Herrero, J. Seijas, L. G. Escobar | Group                                |          |  |
| 2.  | «Sólo Tu Amor»   | Edgardo Díaz, Celi Bee               | René Farrait                         |          |  |
| 3.  | «Doña Tecla»     | Socorro Centeno                      | Óscar and Ricky Meléndez             |          |  |
| 4.  | «Mi Mejor Amiga» | S. Centeno                           | Fernando Sallaberry                  |          |  |
| 5.  | «Voy A América»  | J. Seijas, E. Guerín, C. Villa       | René Farrait                         |          |  |
| 6.  | «Chiquitita»     | Björn Ulvaeus, Benny Andersson       | Fernando Sallaberry, Carlos Meléndez |          |  |
| 7.  | «Sueños»         | Pedro Herrero                        | Carlos Meléndez                      |          |  |
| 8.  | «De Tu Vuelo»    | Alejandro Monroy, E. Díaz            | Group                                |          |  |
| 9.  | «Soy Natural»    | E. Díaz                              | Group                                |          |  |
| 10. | «Voulez-Vous»    | B. Ulvaeus, B. Andersson, E. Díaz    | Group                                |          |  |

## Certificaciones
| País        | Certificación |
| ----------- | ------------- |
| Puerto Rico | Oro           |